# گورستان اسلامی الله کلنگه
گورستان اسلامی الله کلنگه مربوط به دوران‌های تاریخی پس از اسلام است و در شهرستان املش، بخش رانکوه، روستای الله کلنگه واقع شده و این اثر در تاریخ ۲ آبان ۱۳۸۲ با شمارهٔ ثبت ۱۰۶۴۰ به‌عنوان یکی از آثار ملی ایران به ثبت رسیده است.